# Estação Antártica Kunlun
A Estação Kunlun (chinês tradicional: 崑崙站, chinês simplificado: 昆仑站, pinyin: Kūnlún Zhàn) é uma das três estações de pesquisa da  República Popular da China na Antártida.
Está localizada a 4087 m acima do nível do mar 7,3 km a sudoeste do Domo A e foi oficialmente aberta em 27 de janeiro de 2009. Completamente construída, a estação está planejada para cobrir uma área de 558 m². O prédio principal, cobrindo 236 m², estava planejado para ser erguido em abril de 2009.